# Teratornithidae
Teratornithidae zijn een familie van uitgestorven roofvogels en verwant aan de gieren van de Nieuwe Wereld. De soorten uit deze familie leefden van het Laat-Oligoceen tot het Laat-Pleistoceen in Noord- en Zuid-Amerika.

## Indeling
De familie Teratornithidae omvat de volgende geslachten:
- Aiolornis - Plioceen-Pleistoceen, Verenigde Staten
- Argentavis - Mioceen, Argentinië
- Cathartornis - Pleistoceen, Verenigde Staten
- Oscaravis - Pleistoceen, Cuba
- Taubatornis - Oligoceen, Brazilië
- Teratornis - Pleistoceen, Verenigde Staten

Havikachtigen (Accipitridae) · Gieren van de Nieuwe Wereld (Cathartidae) · Visarenden (Pandionidae) · Secretarisvogels (Sagittariidae) · Teratornithidae (†)